# 光叶密花豆
光叶密花豆（学名：Spatholobus harmandii）为豆科密花豆属下的一个种。

## 扩展阅读
- 維基物種上的相關：光叶密花豆